# 60-Meter-Band
Mit 60-Meter-Band wird sowohl das Rundfunkbank im Frequenzbereich von 4.750 kHz bis 5.060 kHz bezeichnet, als auch ein Amateurfunkband im Frequenzbereich von 5.250 bis 5.450 Kilohertz. Er gehört zum Kurzwellenbereich. Der Name leitet sich von der ungefähren Wellenlänge des Bereiches ab.

## Ausbreitung
Als Rundfunkband wird es in Ländern im Tropengürtel der Erde, daher der Name Tropenband, eingesetzt, da diese Frequenzen am Tage von der D-Schicht in der Atmosphäre in ca. 60 km Höhe reflektiert werden, was allerdings für Fernempfang ungeeignet ist. Erst bei Dunkelheit zwischen Sender und entferntem Empfängerstandort kommt es zu Fernübertragung, da bei Dunkelheit besagte D-Schicht nicht mehr existiert, die Funkwellen an höheren, rest-ionisierten Schichten reflektiert werden.
Es ist im Amateurfunk geeignet, sowohl tagsüber als auch nachts NVIS-Verbindungen herzustellen. Diese sind aufgrund der geringen Reichweite und der Ausbreitung per Raumwelle auch im hügeligen Gelände besonders für regionalen Notfunk geeignet.

## 60-Meter-Amateurband

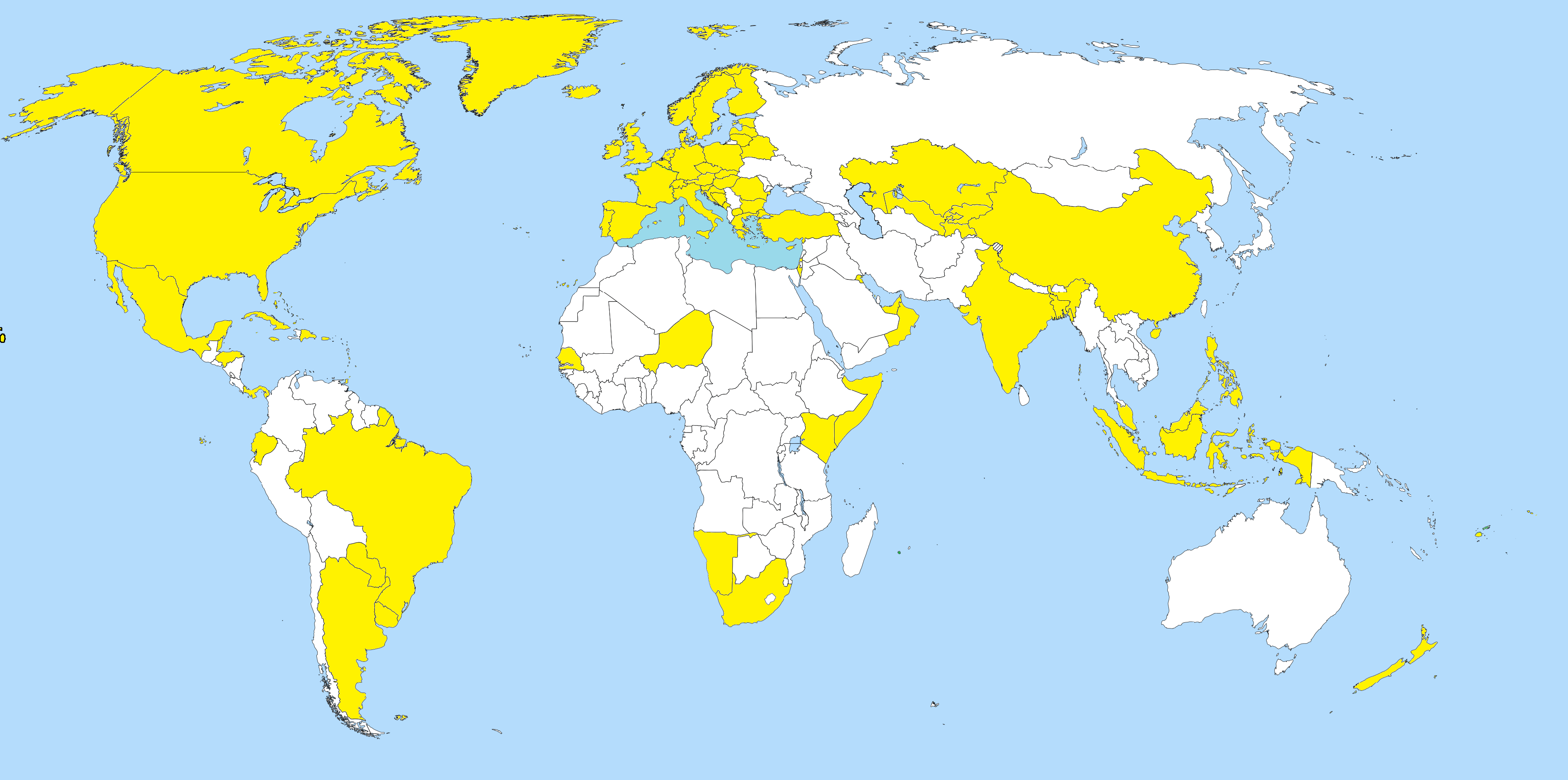
Länder mit Freigabe des 60-m-Bandes

Üblicherweise werden Amateurbänder international durch die VO Funk zugewiesen. Beim 60-Meter-Band erfolgt die Freigabe versuchsweise und national noch sehr unterschiedlich, gestützt auf eine Empfehlung der Internationalen Fernmeldeunion. Die World Radio Conference 2015 hat entsprechend einer Empfehlung der WRC-12 einer globalen Zuweisung des 60-Meter-Bandes zugestimmt. Der für den Amateurfunkdienst zugewiesene Bereich soll zwischen 5351,5 und 5366,5 kHz liegen, bei einer äquivalenten isotropen Strahlungsleistung von bis zu 15 Watt EIRP.

### Bandplan
Der Amateurfunk-Bandplan sieht in der IARU-Region 1 wie folgt aus:
| Frequenzbereich   | max. Bandbreite | Nutzung                                      |
| ----------------- | --------------- | -------------------------------------------- |
| 5,3515–5,3540 MHz | 200 Hz          | CW, Schmalband – Digimode.                   |
| 5,354–5,366 MHz   | 2700 Hz         | Alle Betriebsarten, USB empfohlen für Phonie |
| 5,366–5,3665 MHz  | 20 Hz           | Schwache Signale Digimodes – Schmalband      |

Um in der schmalen Allokation des 60-Meter-Bands die Maximalzahl von vier gleichzeitigen SSB-Verbindungen in Phonie zu ermöglichen, empfiehlt der DARC, die Frequenzen 5354, 5357, 5360 und 5363 kHz in USB zu verwenden.

### Deutschland
Mit der am 20. Dezember 2016 publizierten Mitteilung Nr. 1699/2016 der Bundesnetzagentur wurde die Empfehlung der WRC-12 in nationales Recht umgesetzt. Inhabern der Zulassung zur Teilnahme am Amateurfunkdienst der Klasse A wird der Frequenzbereich 5351,5–5366,5 kHz auf sekundärer Basis zugeteilt. Die maximale zulässige Strahlungsleistung beträgt 15 Watt EIRP bei einer maximalen Bandbreite der Aussendung von 2,7 kHz.
Mit der am Novelle der Amateurfunkverordnung (AFuV) im Jahr 2024 wurde das 60-m-Band in deren Anlage 1 aufgenommen. Wie auch in der Vorgängerregelung ist das 60-m-Band sekundär und nur Funkamateuren der Klasse A zugewiesen. Die zulässige Sendeleistung beträgt 9,14 Watt ERP (entsprechend 15 W EIRP) und die maximale Bandbreite 2,7 kHz.

### Vereinigte Staaten

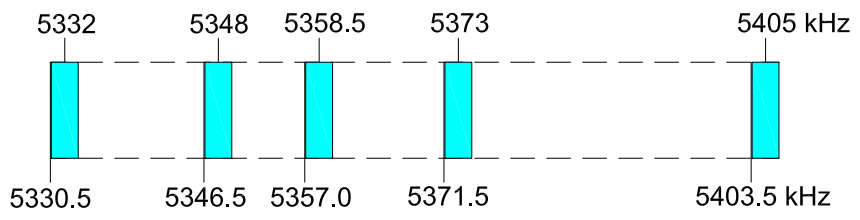
Kanalweise Zuweisung des 60-m-Bands in den Vereinigten Staaten. Oben die Mittenfrequenzen, unten die Frequenzen des unterdrückten Trägers bei USB-Modulation.

In den Vereinigten Staaten ist das 60-m-Band in Form von fünf über die jeweiligen Mittenfrequenzen definierten Kanälen zugewiesen.

## Weitere Nutzungen
- Die Frequenz 5167,5 kHz wird in Alaska als Notruffrequenz genutzt.[11]
- Auf der Frequenz 5195 kHz sendet eine Ausbreitungsbake mit dem Rufzeichen DRA5.[12]